# Alamut
Alamut (perzijsko الموت, 'orlovo gnezdo') je porušena trdnjava nizarske veje ismailcev (ismaelitov) v regiji Alamut v južnokaspijski provinci Kazvin v Iranu. Postavljena je bila v težko dostopnih gorah južno od Kaspijskega jezera, približno 100 km od današnjega Teherana v Iranu.:23 Od leta 1090 je bil poveljnik gradu ustanovitelj ismailcev Hasan ibn as-Sabah, do leta 1256 je služil kot sedež ismailcev. Mreža njihovih trdnjav se je raztezala po Perziji in Siriji, vendar je Alamut najbolj znan izmed njih. Grad je znan po svojih vrtovih in knjižnici.
Leta 1256 je Rukn al-Din Kuršaš trdnjavo predal mongolskim osvajalcem, vendar so jo ponovno zavzeli ismailci leta 1275. Leta 1282 so jo požgale sile kana Hulaga. Od takrat je Alamut le še regionalnega pomena, njegovo lastništvo pa se je spreminjalo. Od trdnjave so danes ostale samo ruševine, a jo razvijajo kot turistično destinacijo.
Trdnjava je glavno prizorišče v romanu Alamut, ki ga je napisal (rokopis dokončan konec avgusta 1938) slovenski pisatelj Vladimir Bartol. Omenjena je tudi v romanu Baudolino pisatelja Umberta Eca. 